# 杉山宣嗣
杉山 宣嗣（すぎやま のぶつぐ）は、日本の写真家。大手企業を中心とした広告・雑誌・写真集・写真展などのほか、テレビ・雑誌等でコメンテーター、特別講師、講演会などをこなす。岐阜県岐阜市出身。岐阜市立木之本小学校（現在の徹明さくら小学校）、岐阜市立本荘中学校、岐阜県立加納高等学校、日本大学芸術学部写真学科卒業。

## 経歴
- 日本大学芸術学部写真学科に入学。大学3年の時に集英社主催の写真大賞を受賞したことをきっかけにフリー・カメラマンとして「週刊プレイボーイ」「月刊プレイボーイ」「ヤングジャンプ」等のグラビア系の仕事を始める。
- 日本大学芸術学部の卒業制作が新聞に掲載され、その後シュルレアリスムの写真家としても活動。世界的に有名な写真雑誌のZOOM（フランス版/日本版）、PHOTO（日本版）等にも紹介される。
- グラビア系の仕事からファッション、広告の仕事に方向転換。NIKONより自身の撮影日記風の文庫本を出版。沢口靖子を起用したNIKONのキャンペーン広告に抜擢される。
- 1983年 日本広告写真家協会（APA）正会員。
- 初の個展「SPIRITUAL MOMENT」1986年開催直後、オーストラリア・シドニーに仕事の場を移す。永住権も取得し、シドニーのファッションモデル事務所系のエージェントに所属。ローカルのファッション誌、ファッション系広告を手掛ける。
- 1987年9月号のコマーシャルフォト誌（玄光社）の巻頭で特集され、空前のオーストラリアブームとバブル景気とが相まって日本からの仕事が押し寄せ、豪日両国の仕事に従事。オーストラリア政府観光局のキャンペーン広告なども担当し、約5年滞在の後、帰国。
- 1993年より1997年の間に、立て続けにPARCO、高島屋等で個展を開催、写真集出版。
- 1996年より「中山秀征の写せっ!」（フジテレビ系列)などのTV番組にレギュラー出演。
- 1997年 日本コロムビアより、カップルのモノクローム写真と松任谷由実の名曲がコラボしたエンハンスドCD-ROM写真集「LOVERS」発売を期に、デジタルフォト、ホームページを始める。ホームページは日本コロンビア内にアーティストと同列で運営された。
- 2003年 メガピクセル・ケータイがCASIOより発売されたのを期に、『世界初・ケータイで撮った写真集「Mie☆Days」光文社JJ刊』を出版。
- 2006年 MacBook ProがインテルのCPUを採用し、Mac OSとWindowsが起動できるようになった事をプロモーションする為に、デジタルフォト先駆者の杉山が、アップルストア銀座でWindowsを起動させ、カメラ連結撮影のデモンストレーションをした。アップルストア内でWindowsを起動させて見せたのは世界初だった。
- 2011年 iPad/iPhoneアプリケーション「COSPLAY SHOWCASE」をリリース。マンガ、アニメ、ゲームの人気2次元キャラクターになりきり「2.5次元の世界」に生きるコスプレイヤー達を撮影し、キャラクターをクルクルと回転させて鑑賞できるインタラクティブなコスプレ写真集。「コスプレ文化」を日本から世界に発信する。Android版、書籍版写真集なども発売され、写真展は海外でも開催されている。Yahoo!クリエイティブアワード、アプリ部門ノミネート作品。[1][2]
- 2012年 Amazon Kindleにて電子写真集を多数リリース。[3]
- 2013年 Amazon Kindleにて「Kindleで写真集を出そう！」「Kindleで作品集を出そう！」などの電子写真集出版の為の解説本をリリースし、メディアからの取材が殺到した。IT企業、大学、専門学校などでの講演も多数実施。電子書籍写真集の第一人者。
- 2016年 パプアニューギニア政府観光局の仕事に従事し、パプアニューギニアの部族の撮影をする。『部族の肖像 TRIBE@PAPUA NEW GUINEA』 写真展を開催。[4][5]
- 織田信長公岐阜入城・岐阜命名450年である2017年、生まれ故郷岐阜の名所旧跡を撮影した作品を岐阜市 digital archive [6]、Web、Wikipediaでロイヤリティフリー（無料）公開。 Creative Commons BY-SA 4.0  『岐阜 故郷巡礼』[7]
- 地域共創を目的としたプロジェクトを開始。岐阜の素晴らしさをSNSを使って拡めよう。Instagramやfacebook上で展開する、誰もが参加、投稿できる参加型プロジェクト。『岐阜 GifuPhoto』[8]
- 2022年 写真家が主人公の映画「今はちょっと、ついてないだけ」（玉山鉄二主演）にてスチールカメラスーパーバイザー、ポスターなどのビジュアル撮影担当。[9]
- 主にデジタルフォトの分野など画像処理をともなう仕事に従事。WEBプログラムやSEOに精通しており、電子書籍、ブログ、SNSなどを駆使したブランディング、プロモーション、PRの独自メソッドを伝えるコンサルティングを実施している。テレビ・雑誌等でコメンテーターもつとめ、専門学校特別講師、講演会、撮影会講師、写真審査員などもこなす。公益社団法人日本広告写真家協会（APA）会員。

## 写真集
- 『CUPID NOTE』学習研究社 1994年 ISBN 978-4054003071
- 『BOY+1』徳間書店 1995年 ISBN 978-4198603199
- 『LOVERS』CD-ROM写真集　日本コロムビア 1997年
- 『Mie☆Days』光文社 2003年 ISBN 4-334-90111-5
- 『COSPLAY SHOWCASE』iPad/iPhoneインタラクティブ写真集 2011年
- 『COSPLAY SHOWCASE』玄光社  2012年 ISBN 978-4-7683-0356-6
- 『COSPLAY SHOWCASE』Androidインタラクティブ写真集 2012年
- 『Cupid note』Amazon 2012年
- 『LOVERS』Amazon  2012年
- 『KIDS LAND』Amazon  2012年
- 『Women Private Viewing 1.0』Amazon Kindle電子写真集 2012年
- 『Women Private Viewing 2.0』Amazon Kindle電子写真集 2012年
- 『G’day!』Amazon Kindle電子写真集 2012年
- 『SPIRITUAL MOMENT』Amazon Kindle電子写真集 2013年
- 『PAST DAYS 2.0』Amazon  2013年
- 『Kindleで写真集を出そう！』Amazon Kindle電子書籍 2013年
- 『Kindleで作品集を出そう！』Amazon Kindle電子書籍 2013年
- 『CRP PAPUA NEW GUINEA FISHERMEN’S ISLAND 2015』Amazon Kindle電子書籍 2016年
- 『部族の肖像 TRIBE@PAPUA NEW GUINEA』Amazon  2016年
- 『岐阜 故郷巡礼 - 信長公が愛したまち ぎふ』Amazon  2022年
- 『酒蔵と筋骨めぐり 飛騨金山』Amazon  2023年[10]

## 写真展
- 「SPIRITUAL MOMENT」コダックフォトサロン（東京・大阪）1986年
- 「SPIRITUAL MOMENT」ROYLSTON GALLERY（シドニー）1988年
- 「CLI-MAX IN BLACK & WHITE」コダックフォトサロン（東京）1993年
- 「NOBUTSUGU SUGIYAMA EXHIBITION」ハナエモリギャラリー（東京）1993年
- 「CUPID NOTE」渋谷PARCO 1994年
- 「KISS-JAPANESE COUPLES」柏高島屋 1995年
- 「BOY+1」池袋PARCO 1995年
- 「LOVERS」代官山アートラッシュ 1996年
- 「KISS-JAPANESE COUPLES」堺高島屋 1996年
- 「COSPLAY SHOWCASE」pixiv Zingaro 2012年[11]
- 「COSPLAY SHOWCASE」＋SANOW LABs. 2012年
- 「COSPLAY SHOWCASE」Japan Expo in Sydney 2012年
- 「COSPLAY SHOWCASE」littleMOCA in Taiwan 2013年[12]
- 「部族の肖像 TRIBE@PAPUA NEW GUINEA」キヤノンギャラリー（銀座・札幌・名古屋）2016年[13]
- 「DAEGU PHOTO BIENNALE 2016」出展 メインイメージ（韓国大邱）2016年

## 出演
テレビ
- 「中山秀征の写せっ!」（CX）レギュラー出演
- 「王様のブランチ」（TBS）
- 「あるある大事典」（KTV）
- 「はなまるマーケット」（TBS）
- 「ブリンぶりん家」（MBS）
- 「PRO-file」（EX）
- 「やじうまプラス」（EX）
- 「ニュースプラス1」（NTV）
- 「モーニングアイ」（TBS）
- 「F2-X」（CX）